# جام خیریه انگلستان ۱۹۸۹
 جام خیریه انگلستان ۱۹۸۹ ، ۶۷امین رقابت سالانه مابین قهرمانان لیگ دسته اول فوتبال انگلستان و جام حذفی فوتبال انگلستان است. 
این مسابقه در تاریخ ۱۲ آگوست ۱۹۸۹ مابین تیم‌های آرسنال و لیورپول در ورزشگاه ومبلی لندن برگزار شده‌است. 
تیم لیورپول در این مسابقه با نتیجه یک بر صفر به پیروزی رسید.

## جزئیات مسابقه
| آرسنال | ۰ – ۱ | لیورپول     |
| ------ | ----- | ----------- |
|        |       | بیردسلی ۳۳' |